# Hans-Valentin Hube
Hans-Valentin Hube, né le 29 octobre 1890 à Naumbourg et mort le 21 avril 1944 près d'Obersalzberg) dans un accident d'avion, surnommé « Papa Hube » par ses hommes ou aussi « der Mensch » (l'homme), était un général allemand durant la Seconde Guerre mondiale, qualifié de « brillant et lucide ».

## Biographie
Hube rejoint le 26e régiment d'infanterie à Magdebourg en 1909 en tant qu'enseigne, où il est promu lieutenant le 22 août 1910 après 18 mois de service.
Lors de la Première Guerre mondiale, il perd l'un de ses bras.
Il est connu pour avoir commandé le XIV. Panzer-Korps lors de la bataille de Stalingrad. Auparavant, il avait commandé la 16. Infanterie-Division lors de la campagne de France en 1940, qui s'est notamment battue à Stonne. En novembre 1940, cette division est scindée en deux divisions, une d'infanterie, et une blindée : la 16. Panzer-Division, dont Hube prend la tête. La division participe à l'invasion de l'URSS en 1941. 
En 1942, il s'illustre avec elle lors de la bataille de Kharkov - Izioum et de l'opération Fall Blau. En particulier, son unité passe du Don à la Volga en une seule journée, étant la première à atteindre le fleuve, au nord de Stalingrad. Hube prend ensuite la tête du XIV. Panzer-Korps dont fait partie la division. Encerclé lors de la bataille de Stalingrad, il va exposer la situation des assiégés à Hitler au début de l'année 1943, passe voir Erich von Manstein le commandant de la Heeresgruppe Don dont dépend son unité, puis retourne dans la poche de Stalingrad. Il est définitivement évacué de celle-ci pour s'occuper du ravitaillement des troupes encerclées. 
En juillet 1943, il commande le 14e corps blindé en Sicile (Italie) et fait face aux alliés lors de l'opération Husky. Il organise le retrait des troupes italo-allemandes de l'île et réussit brillamment l'opération Lehrgang.
Il prend la tête de la 1. Panzer-Armee le 29 octobre 1943, combattant alors sur le Dniepr où elle obtient des succès défensifs. 
Début janvier 1944, Erich von Manstein l'envoie combler une brèche au centre de l'Ukraine. Une partie de son armée est encerclée dans la poche de Korsoun-Tcherkassy fin janvier 1944 et est intégrée au sein du Gruppe Stemmermann. Fin mars, la 1. Panzer-Armee est encerclée dans la poche de Kamianets-Podilskyï. Selon von Manstein, Hube aurait voulu l'évacuer par le sud, mais, pour von Manstein, l'avancée des Soviétiques vers le Dniestr aurait condamné cette option, en outre il avait besoin de son unité pour établir une ligne de défense à l'ouest, aussi ordonne-t-il, contre l'avis de Hube, de percer vers l'ouest, avec l'aide de la 4. Panzer-Armee qui poussera vers l'est. La percée réussit au cours du mois d'avril avec l'arrivée de renforts à la 4. Panzer-Armee.
Il est mort dans un accident d'avion le 21 avril 1944 à Salzbourg (Autriche). Le 26 avril 1944, Hube reçoit des funérailles nationales à Berlin (Allemagne). Son cercueil est déposé à la Chancellerie du Reich et l'éloge funèbre est prononcée par Heinz Guderian. La garde d'honneur est composée des généraux Walther Nehring, Hermann Breith, Heinrich Eberbach et Hans Gollnick. Hube est enterré au cimetière des invalides de Berlin. 
Hube était surnommé der Mensch (littéralement "l'homme") par ses troupes durant la Seconde Guerre mondiale.

Hans-Valentin Hube
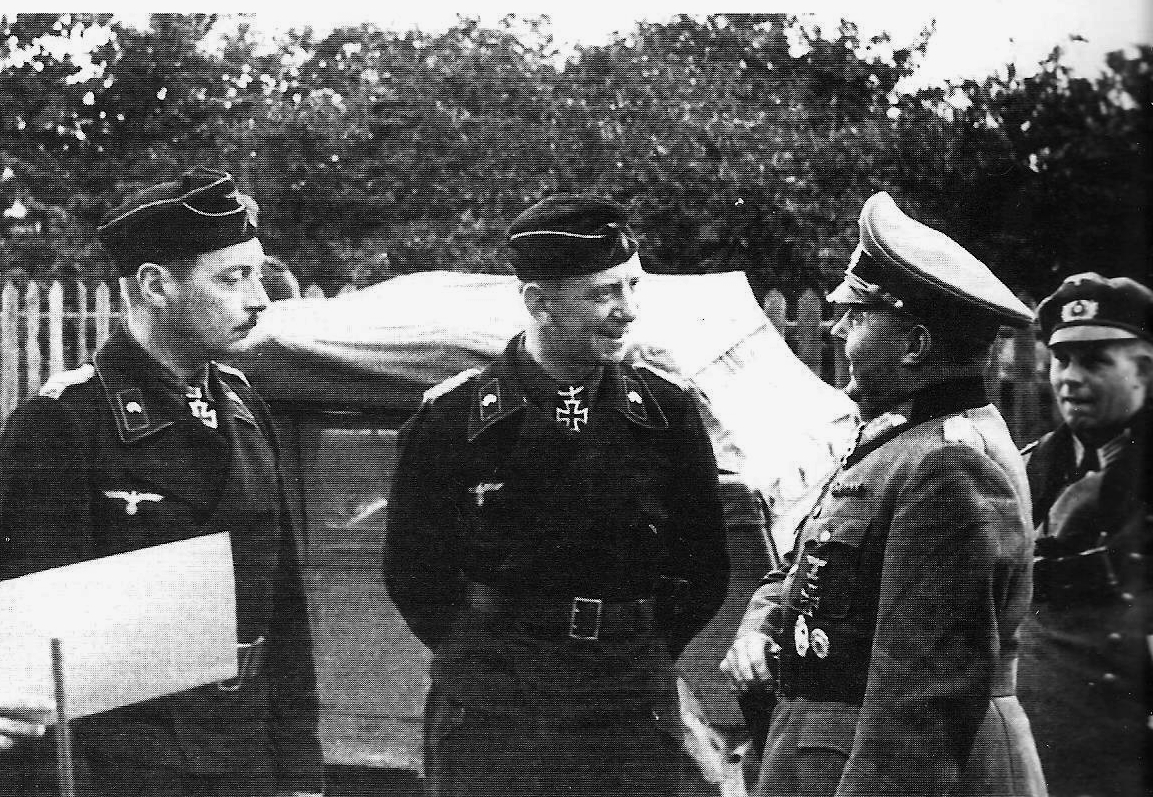
Le général Hans Hube, à droite, avec le colonel Rudolf Sieckenius (au centre) et le major Hyazinth von Strachwitz (à gauche); front Est à l'été 1941
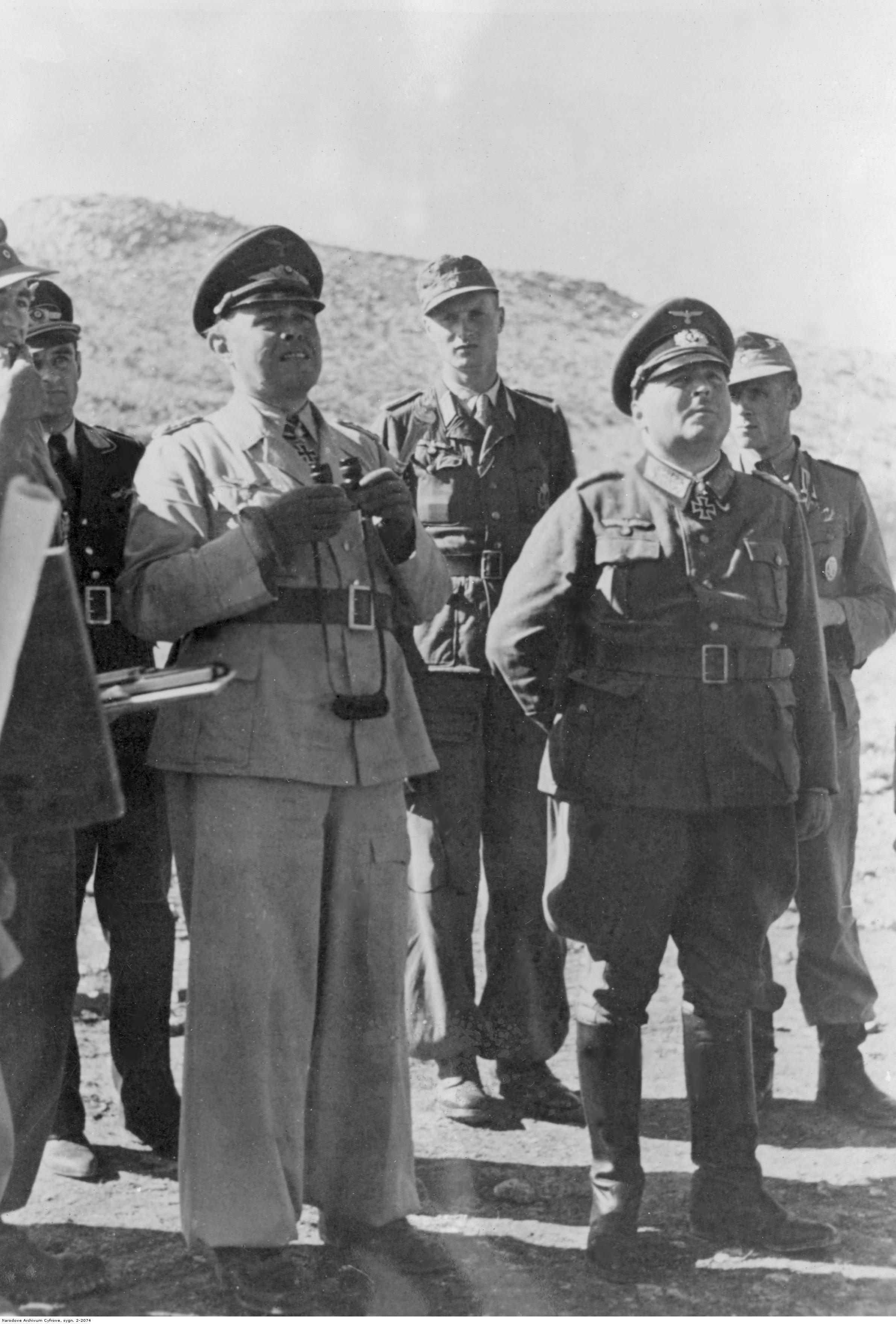
Le maréchal Albert Kesselring (à gauche) et le général blindé Hans Hube (à droite) sur le front dans le sud de l'Italie. Le maréchal et le général observent le cours des hostilités. En arrière-plan, des officiers allemands.
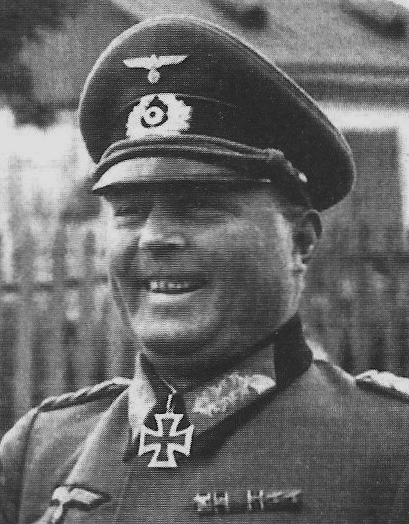
Général Hans-Valentin Hube front Est en août 1941
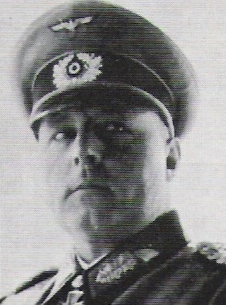
Le général Hans Hube, commandant de la 16e Panzer-Division et du 14e Panzerkorps à la bataille de Stalingrad
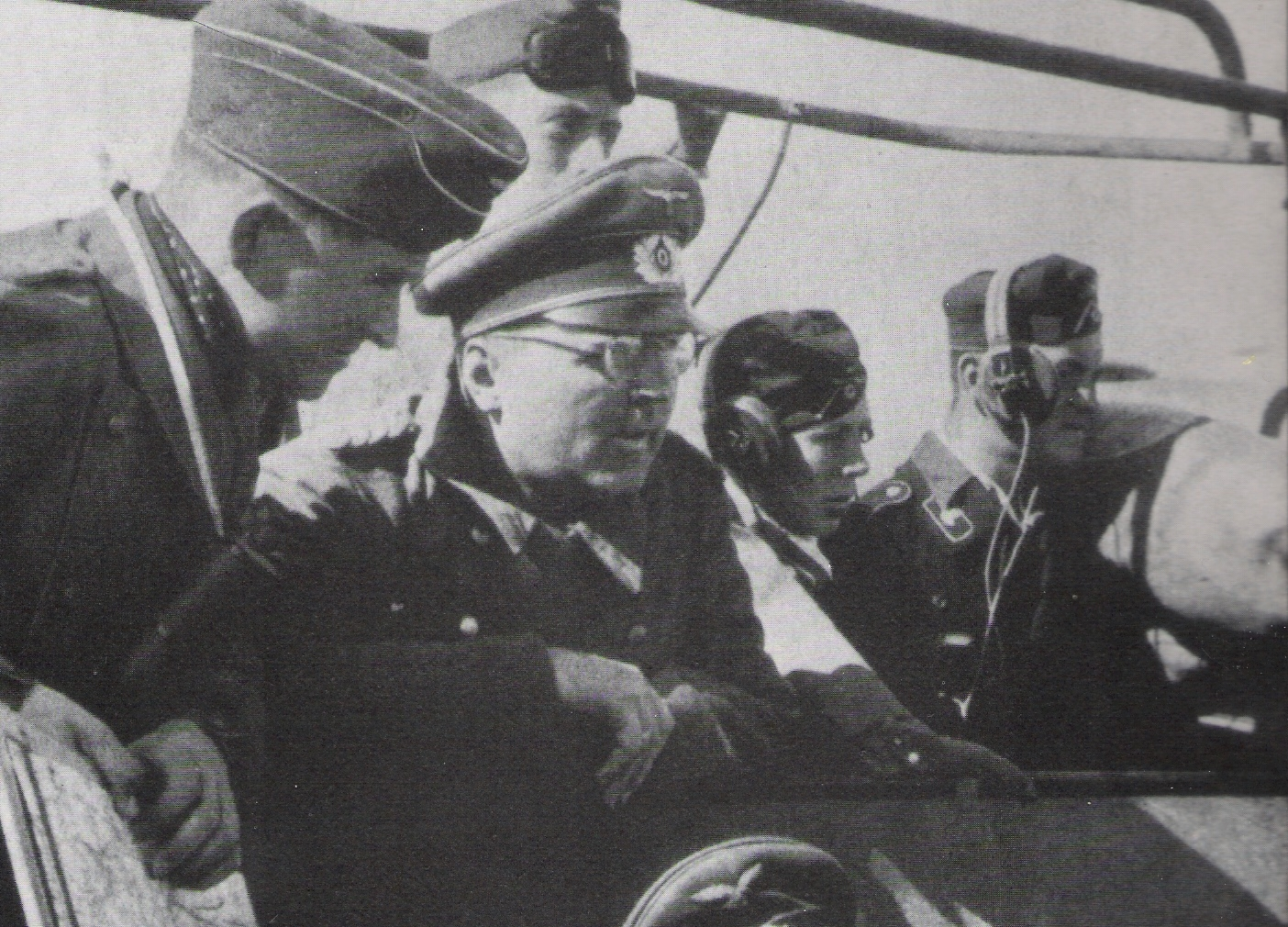
Le général Hans Hube dirige l'avance des formations blindées de la 16e Panzer-Division vers Stalingrad le 23 août 1942
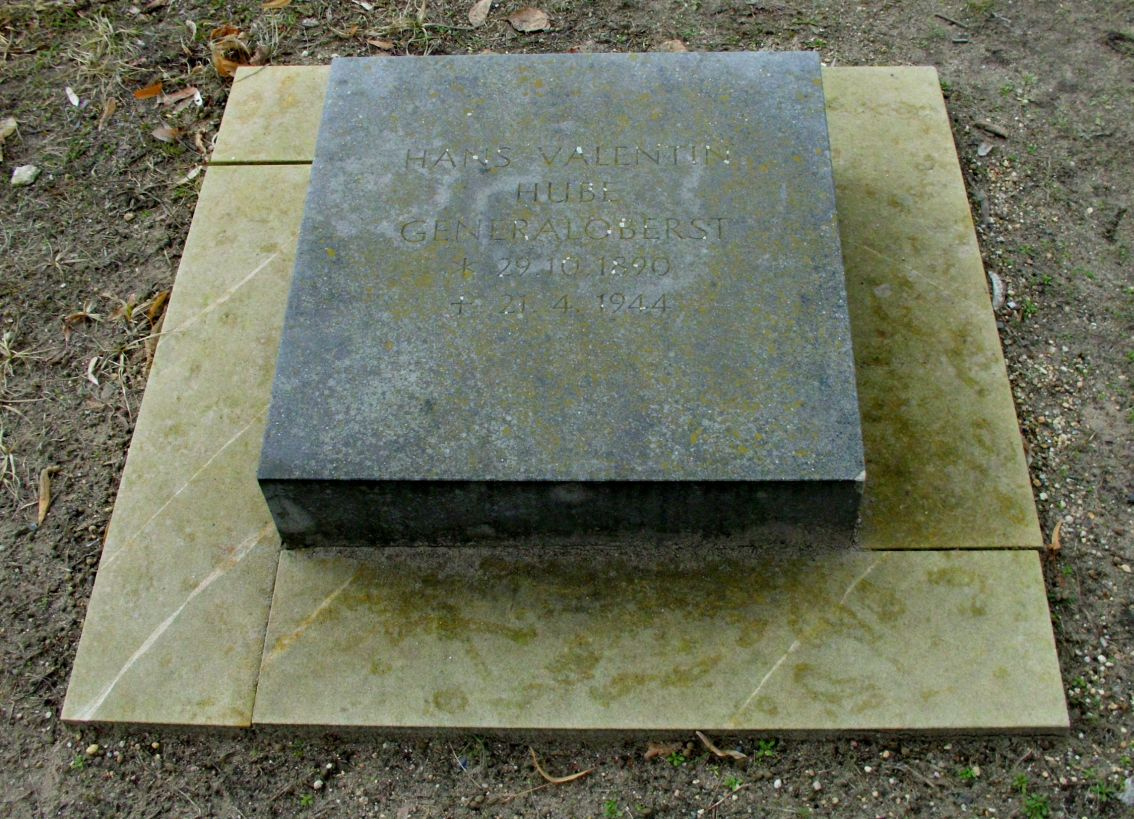
Photo de la pierre tombale de Hans-Valentin Hube prise en 2013

## Décorations
- Croix de fer (1914)
  -  Croix de fer de 2e classe
  -  Croix de fer de 1re classe
- Croix de chevalier de l'ordre de Hohenzollern avec épées
- Croix de Frédéric (1918)
- Insigne des blessés (1918)
  - en noir
- Croix d'honneur
- Médaille de service de longue durée de la Wehrmacht 4e à 1re classe
- Agrafe de la croix de fer (1939) 
  - 2e classe
  - 1re classe
- Croix de chevalier de la croix de fer avec feuilles de chêne, glaives et brillants
  - Croix de chevalier le 1er août 1941 en tant que Generalmajor et commandant de la 16. Panzer-Division[5]
  - 62e feuilles de chêne le 16 janvier 1942 en tant que Generalmajor et commandant de la 16. Panzer-Division[5]
  - 22e épées le 21 décembre 1942 en tant que Generalleutnant et commandant général du XIV. Panzerkorps[5]
  - 13e diamants le 20 avril 1944 en tant que General der Panzertruppe et commandant en chef de la 1. Panzer-Armee[5]
- Médaille du Front de l'Est
- Insigne de combat des blindés en Or
- Ordre militaire de Savoie, Commandeur
- Mentionné 3 fois dans la revue Wehrmachtbericht (17 août 1943, 31 janvier 1944 et 9 avril 1944